# منور

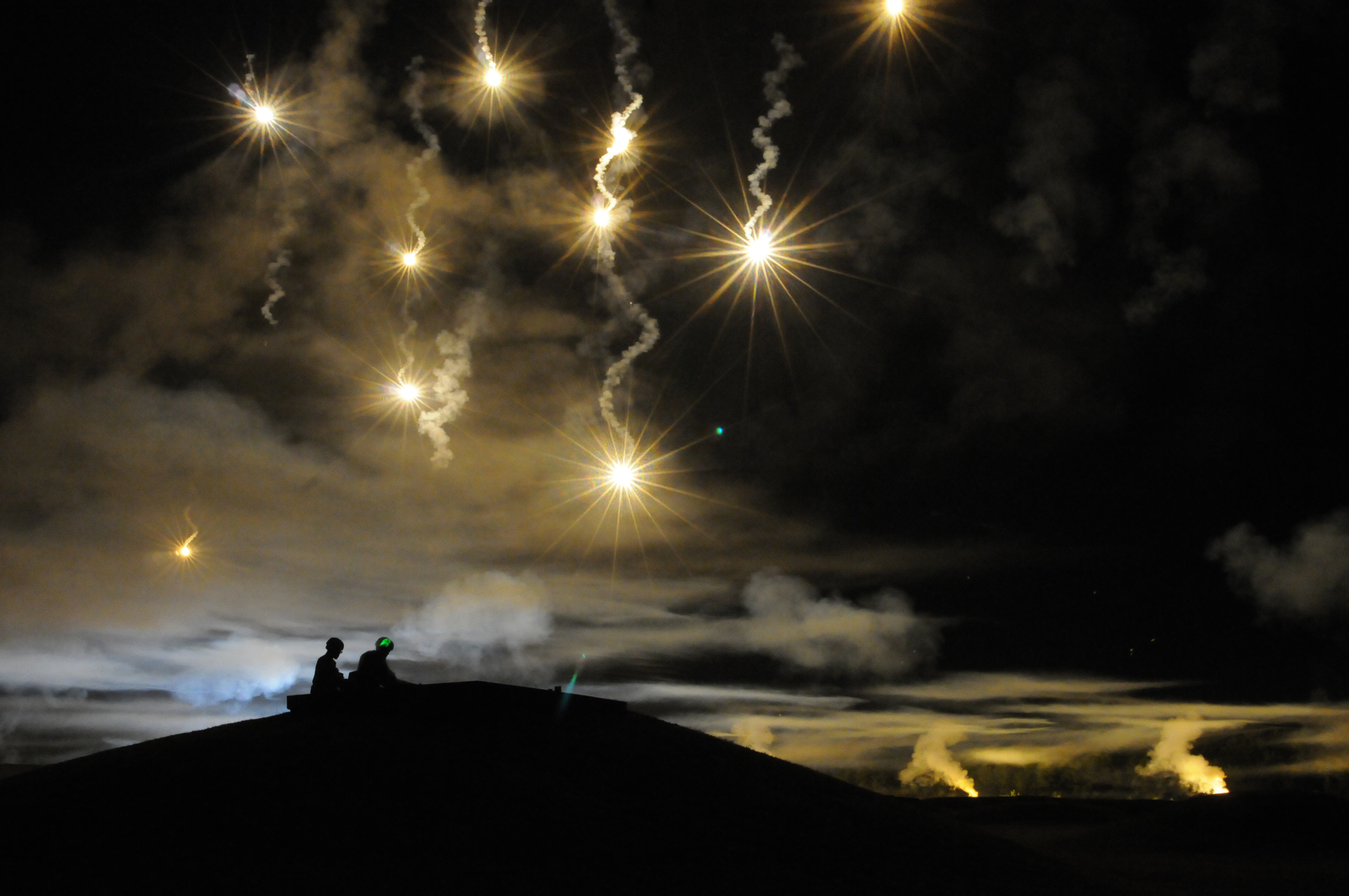
استفاده از منورهای روشنایی در تمرینات نظامی

منور یا شعله، نوعی از مواد آتشکاری است که نور روشن یا گرمای شدیدی را بدون انفجار تولید می‌کند. منورها برای سیگنال‌دهی خطر، روشنایی، یا اقدامات متقابل دفاعی در کاربردهای غیرنظامی و نظامی استفاده می‌شوند. منورها بر اساس موقعیت و نیاز، می‌توانند بر روی زمین، در آسمان یا به‌وسیلهٔ چتر نجات استفاده شوند تا حداکثر زمان روشنایی را در یک منطقهٔ بزرگ فراهم کنند. منورها ممکن است از هواگردها، با استفاده از موشک یا توپخانه، با استفاده از تفنگ‌های منورانداز یا لوله‌های ضربه‌ای دستی، به‌کار گرفته شوند..
نخستین استفادهٔ ثبت شده از باروت برای اهداف سیگنال‌دهی، «بمب سیگنالی» بود که توسط دودمان سونگ چین (۹۶۰–۱۲۷۹ میلادی) در زمانی که دودمان یوآن (۱۲۷۱–۱۳۶۸) یانگژو را در سال ۱۲۷۶ محاصره کرده بودند، استفاده شد. این روش که برای انفجار در آسمان طراحی شده بود، برای ارسال پیام به گروهی از نیروها در دوردست استفاده می‌شد. اشارهٔ دیگری به عبارت «بمب سیگنالی» در متنی به تاریخ ۱۲۹۳ میلادی آمده‌است.

## شیمی

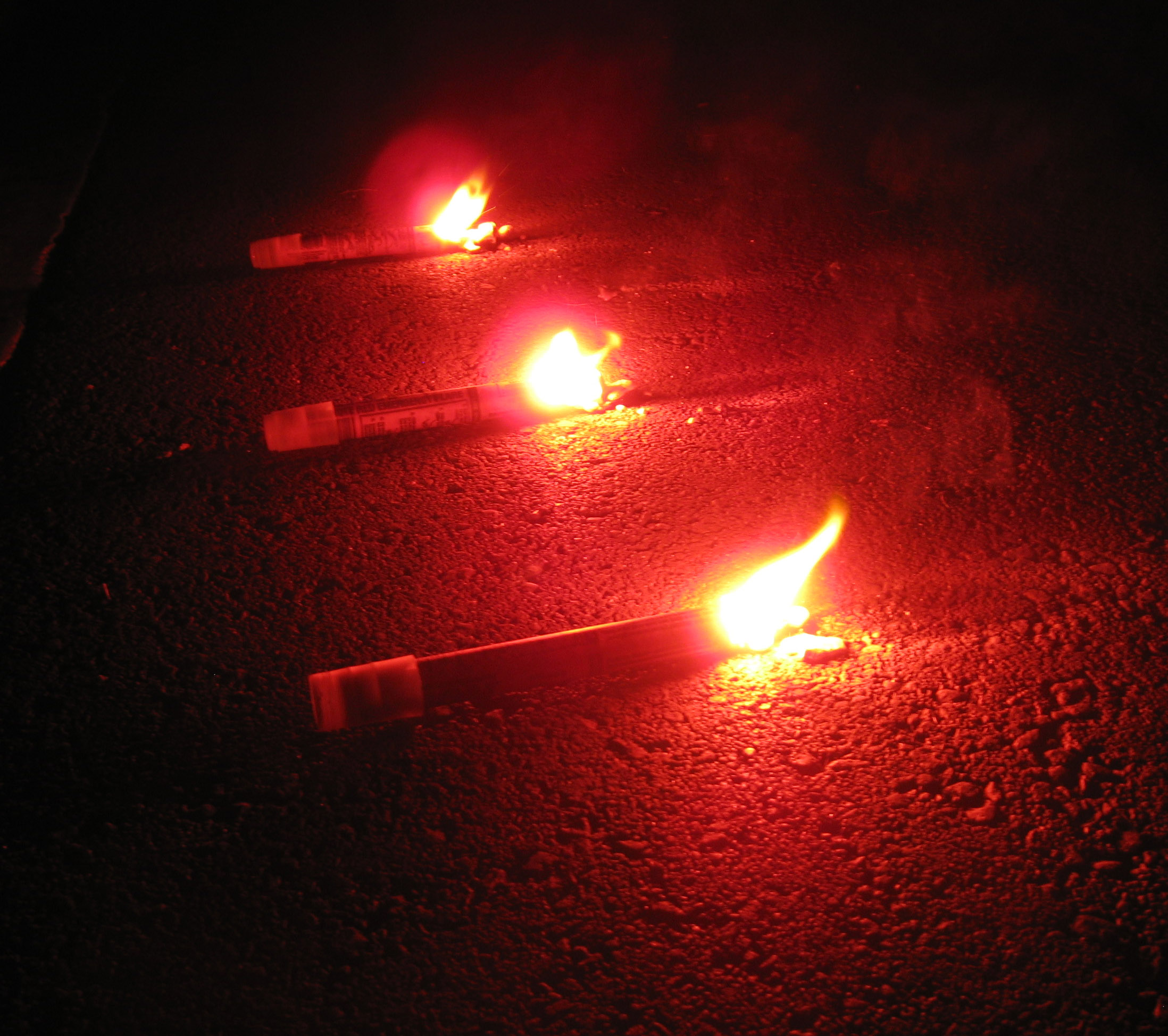
سوختن سه منور مخصوص جاده

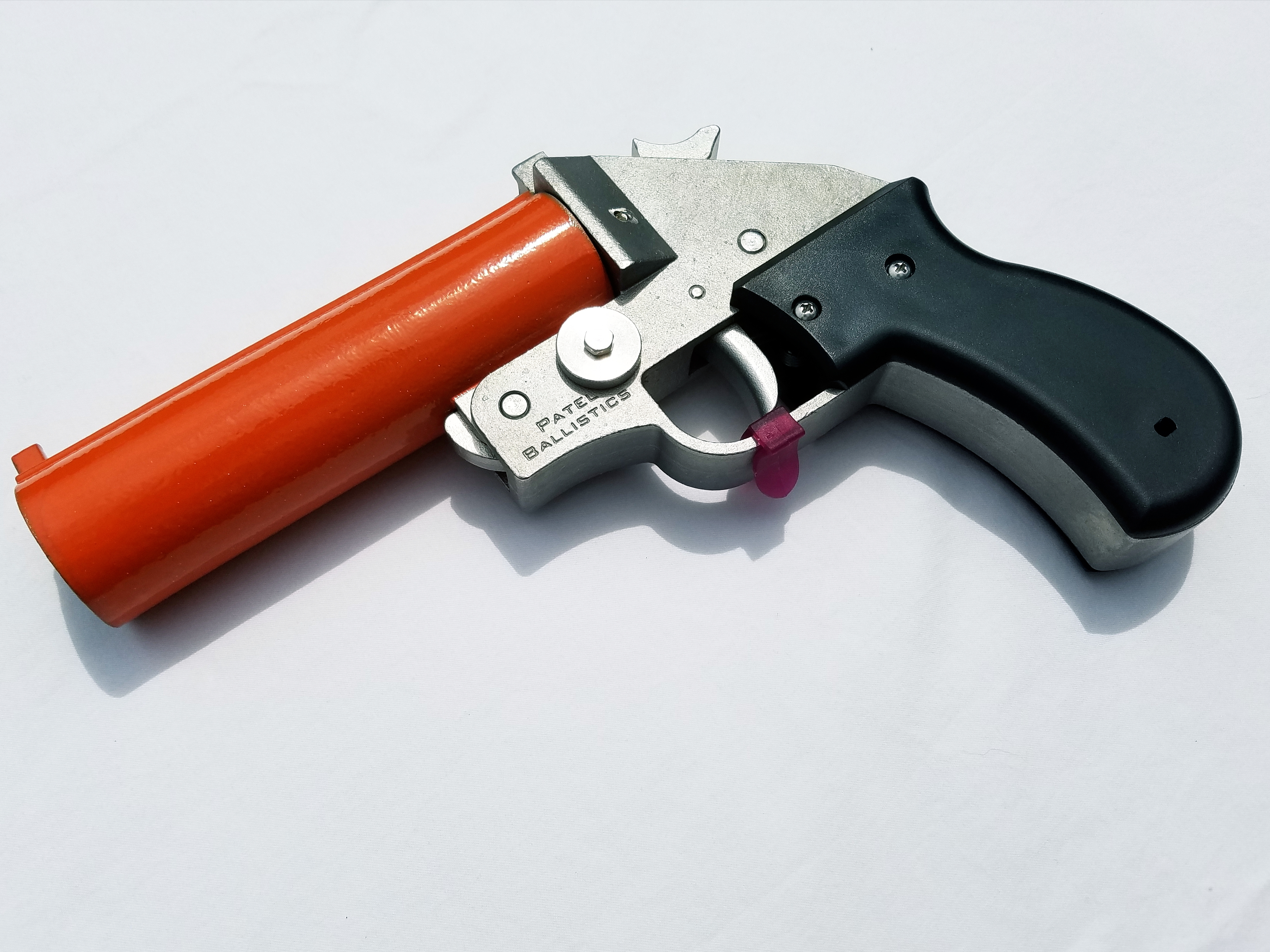
یک تپانچه منورانداز معمولی. منورهای این مدل، ساخت شرکت Patel Ballistics هستند.

منورها نور خود را از طریق احتراق یک ترکیبات آتشبازی تولید می‌کنند. مواد تشکیل‌دهنده، متنوع هستند، اما اغلب بر پایهٔ استرانسیم نیترات، پتاسیم نیترات، یا پتاسیم پرکلرات هستند و با سوختی مانند زغال‌سنگ، گوگرد، خاک اره، آلومینیوم، منیزیم، یا یک رزین پلیمری مناسب مخلوط می‌شوند. منورها ممکن است با گنجاندن رنگ‌های آتشبازی، رنگی شوند. از منورهای کلسیمی در زیر آب برای روشن کردن اجسام زیر آب استفاده می‌شود.

## کاربردهای غیرنظامی

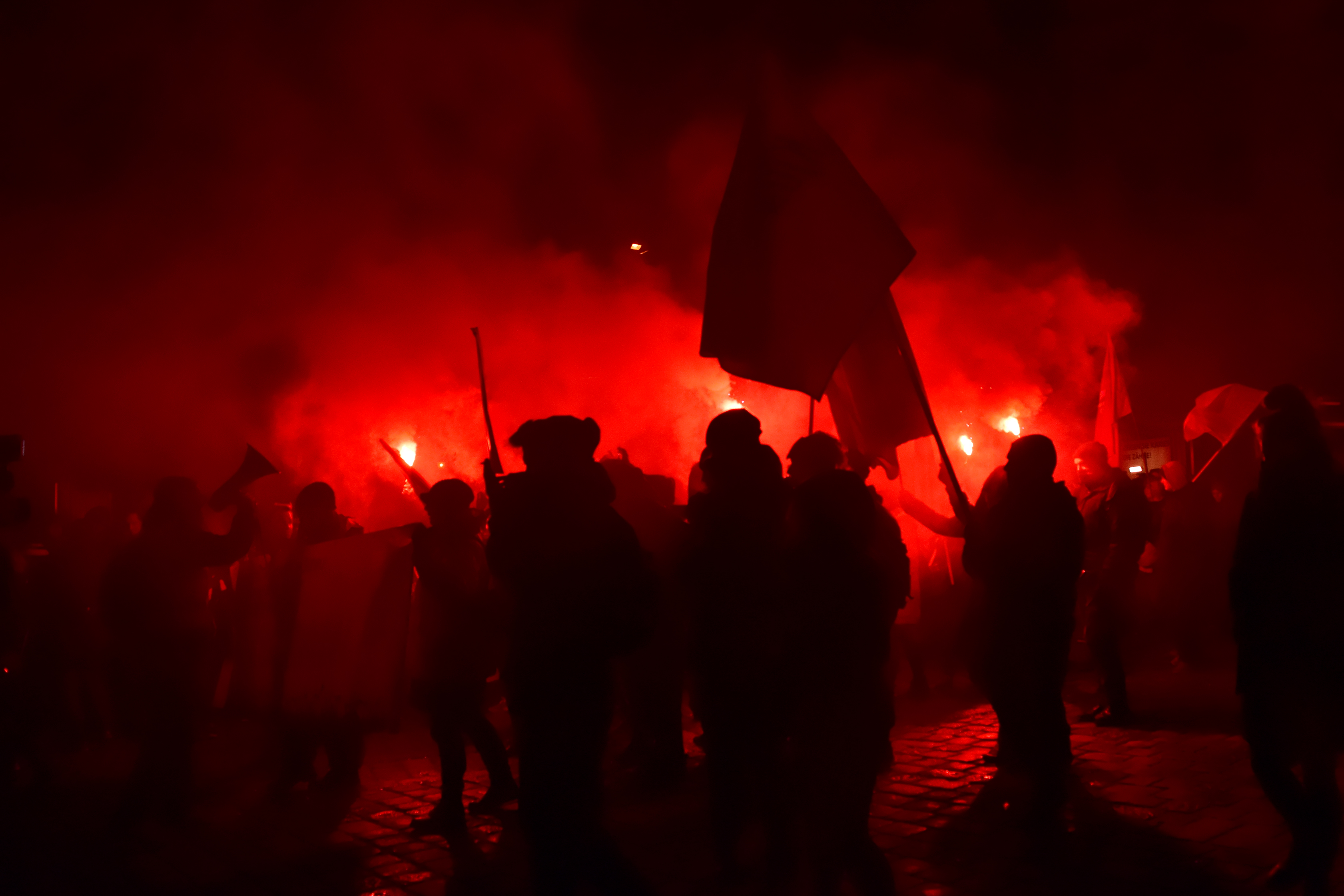
استفاده از منورهای قرمز در تظاهراتی در وین

در دنیای غیرنظامی، منورها معمولاً به‌عنوان سیگنال‌دهنده استفاده می‌شوند و ممکن است روی زمین مشتعل شوند، به‌عنوان سیگنال هوایی یا با استفاده از یک اسلحه دستی منورانداز یا از یک لولهٔ مخصوص، پرتاب شوند. منورها معمولاً در کیت‌های بقا تعبیه می‌شوند.

### سیگنال خطر دریایی
منورهای قرمز که مشابه یک موشک شلیک می‌شوند یا در دست نگه داشته می‌شوند، به‌طور گسترده‌ای به‌عنوان یک سیگنال خطر دریایی شناخته می‌شوند.
کنوانسیون بین‌المللی ایمنی جان اشخاص در دریا (SOLAS) دارای استانداردهایی برای سیگنال‌های بصری، از جمله شعله‌های دستی و هوایی است. منورهای دستی باید حداقل یک دقیقه با تابندگی متوسط ۱۵٬۰۰۰ شمع بسوزند، در حالی‌که منورهای هوایی باید حداقل ۴۰ ثانیه با روشنایی متوسط ۳۰٬۰۰۰ شمع بسوزند. هر دو مورد باید به رنگ قرمز روشن بسوزند. کشورهای عضو SOLAS از کشتی‌ها می‌خواهند سیگنال‌های بصری را همراه خود داشته باشند.
فسفید کلسیم اغلب در منورهای دریایی استفاده می‌شود، زیرا در تماس با آب، فسفین آزاد می‌کند که در تماس با هوا خود مشتعل می‌شود. این منورها اغلب همراه با کلسیم کاربید استفاده می‌شوند که استیلن آزاد می‌کند.
مجریان قانون همچنین ممکن است از منورها برای علامت دادن به رانندگان در مورد خطرات ترافیکی یا مسدود شدن جاده استفاده کنند، که اغلب به‌عنوان جایگزینی قابل مشاهده در شب برای مخروط‌های ترافیکی است. مجریان قانون در ایالات متحده معمولاً از منورهای منیزیمی استفاده می‌کنند که بین ۱۵ تا ۳۰ دقیقه دوام دارند.

## کاربردهای نظامی

### منور سیگنال دریایی
در سال ۱۸۵۹، مارتا کاستون بر اساس کارهای اولیهٔ همسر متوفی خود، بنجامین فرانکلین کاستون، اختراع منور کاستون را به ثبت رساند. این اختراع، به‌طور گسترده توسط نیروی دریایی ایالات متحده در طول جنگ داخلی و توسط سرویس امداد و نجات ایالات متحده (پیش‌ساز گارد ساحلی ایالات متحده) برای سیگنال دادن به کشتی‌های دیگر و به ساحل استفاده شد.

### روشنایی
از سال ۱۹۲۲، منور فرود هواگرد یا «لندینگ فلر» که به یک چتر نجات متصل می‌شد، برای فرود هواگردها در تاریکی استفاده شد. این منورها، کمتر از چهار دقیقه روشن بودند و شدت نور آن‌ها حدود ۴۰٬۰۰۰ لومن بود.

### اقدامات متقابل دفاعی
انواع خاصی از منورها موسوم به شراره در هواپیماهای نظامی به‌عنوان یکی از اجزاء اقدامات متقابل دفاعی در برابر موشک‌های گرما یاب استفاده می‌شود. شراره‌ها معمولاً توسط خلبان یا به‌طور خودکار توسط دستگاه‌های هشداردهنده، شلیک می‌شوند و با مانورهای شدید فرار همراه هستند. از آن‌جایی که هدف آن‌ها فریب موشک‌های فروسرخ است، شراره‌ها در دمای هزاران درجه می‌سوزند و در طیف مرئی نیز فروزان هستند.

### منورهای متصل
منورهای متصل، به یک سری سیم‌ها متصل هستند و برای محافظت از یک منطقه در برابر نفوذ افراد از بیرون، استفاده می‌شوند. با حرکت سیم‌ها، منور فعال و شعله‌ور می‌شود و شروع به سوختن می‌کند و هم هشدار و هم روشنایی ایجاد می‌کند.

## مقررات
بر اساس مقررات سازمان ملل متحد، منورها مواد منفجره کلاس ۱٫۴ تعیین شده‌اند. چندین ایالت در ایالات متحده، از جمله کالیفرنیا و ماساچوست، تنظیم سطوح پتاسیم پرکلرات را آغاز کرده‌اند، که می‌تواند در سطوح خاصی در آب آشامیدنی خطرناک باشد. آب آشامیدنی آلوده می‌تواند منجر به علائمی مانند تحریک معده، تهوع، استفراغ، تب، بثورات پوستی و حتی کم‌خونی آپلاستیک کشنده (به‌دلیل کاهش انواع سلول‌های خونی) شود.

## مطالعهٔ بیشتر
- Wallbank, Alister (2001). "Can anybody see me? (modified reprint from DIVER 2000; 45 (2) February: 72–74)". Journal of the South Pacific Underwater Medicine Society. 31 (2): 116–119. Archived from the original on 2 May 2009. Retrieved 2008-10-13.